# A2 Racer III - Europa Tour
A2 Racer III - Europa Tour is een computerspel ontwikkeld door het Nederlandse softwarebedrijf Davilex. De game is het vervolg op A2 Racer 2. In het derde deel gaat de race over wegen in Duitsland en Engeland.
Het spel verscheen op 2 cd-roms: de eerste schijf speelde zich hoofdzakelijk rond Londen af en bevatte Engelse taferelen, zoals linksrijdend verkeer. De tweede schijf bevatte Duitse steden (plus Wenen) die moesten worden doorkruist en over snelwegen werden aangereden. Beide cd-roms waren tevens voorzien van specifiek afgestemde voice-overs: er werd bijvoorbeeld bij Duitse races in het Duits afgeteld voorafgaand aan een race. Ook de radiostemmen van de politie waren in de taal van het land. 